# Parodia procera
Parodia procera är en kaktusväxtart som beskrevs av Friedrich Ritter. Parodia procera ingår i släktet Parodia och familjen kaktusväxter. Inga underarter finns listade i Catalogue of Life.

## Bildgalleri

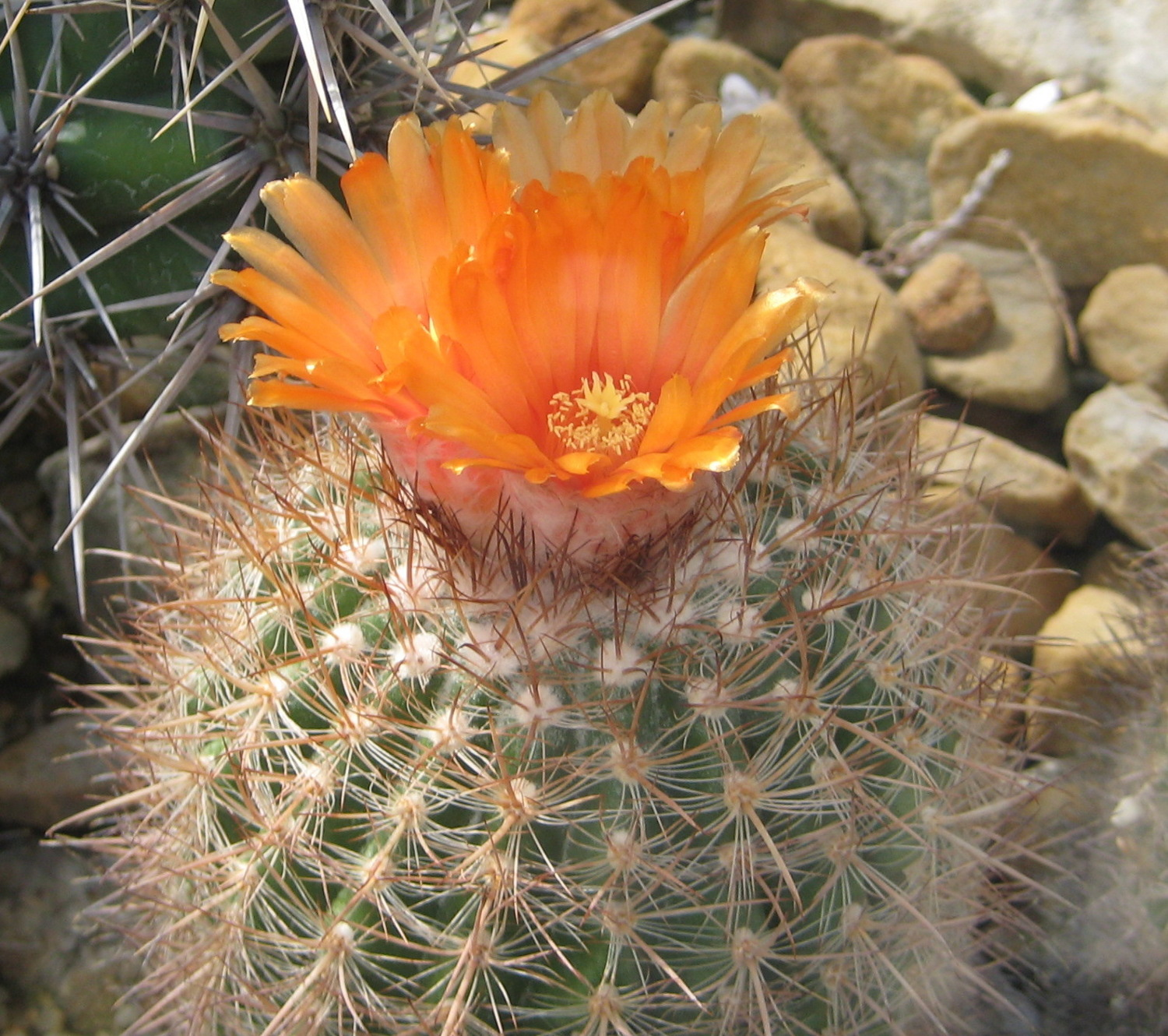
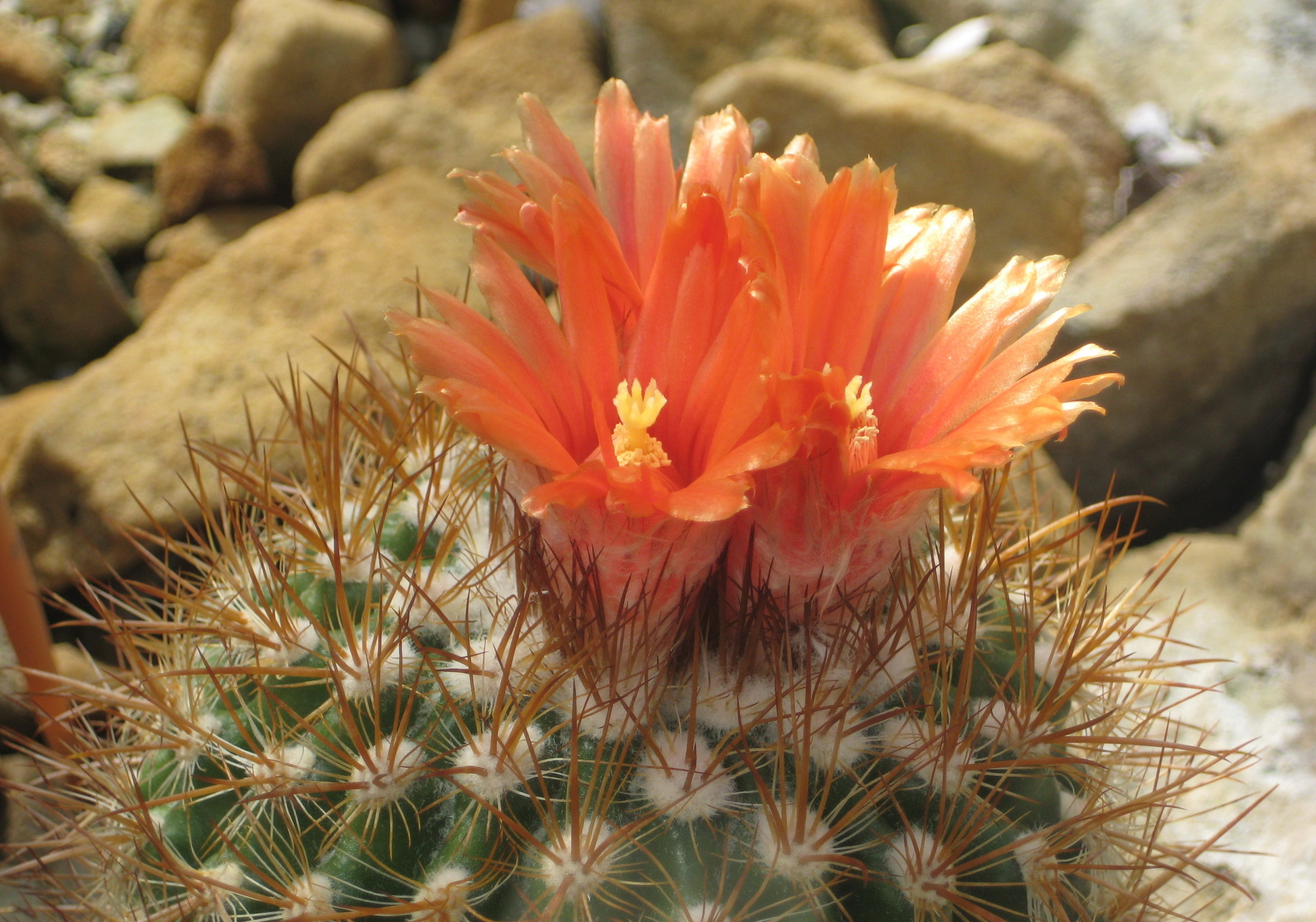
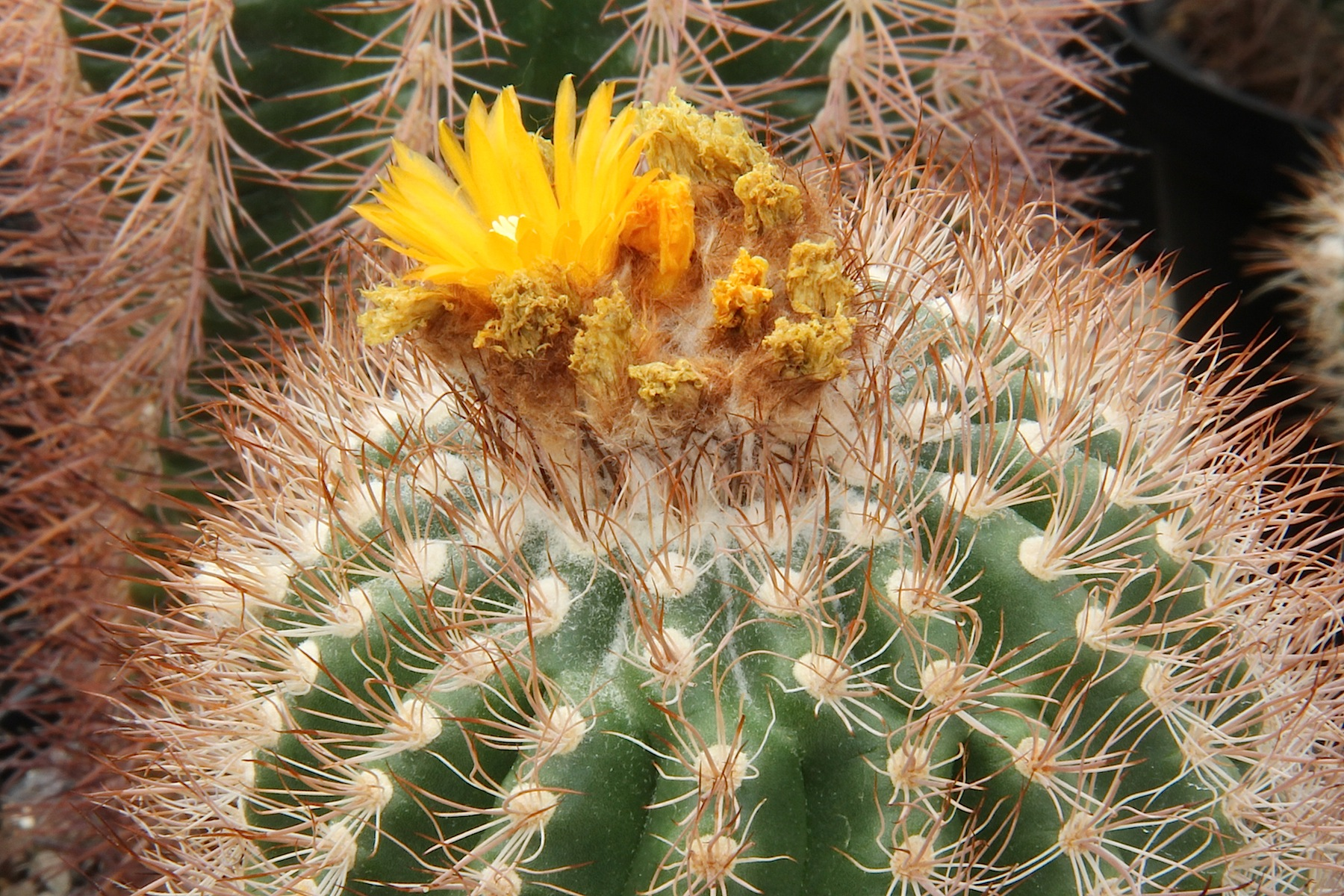
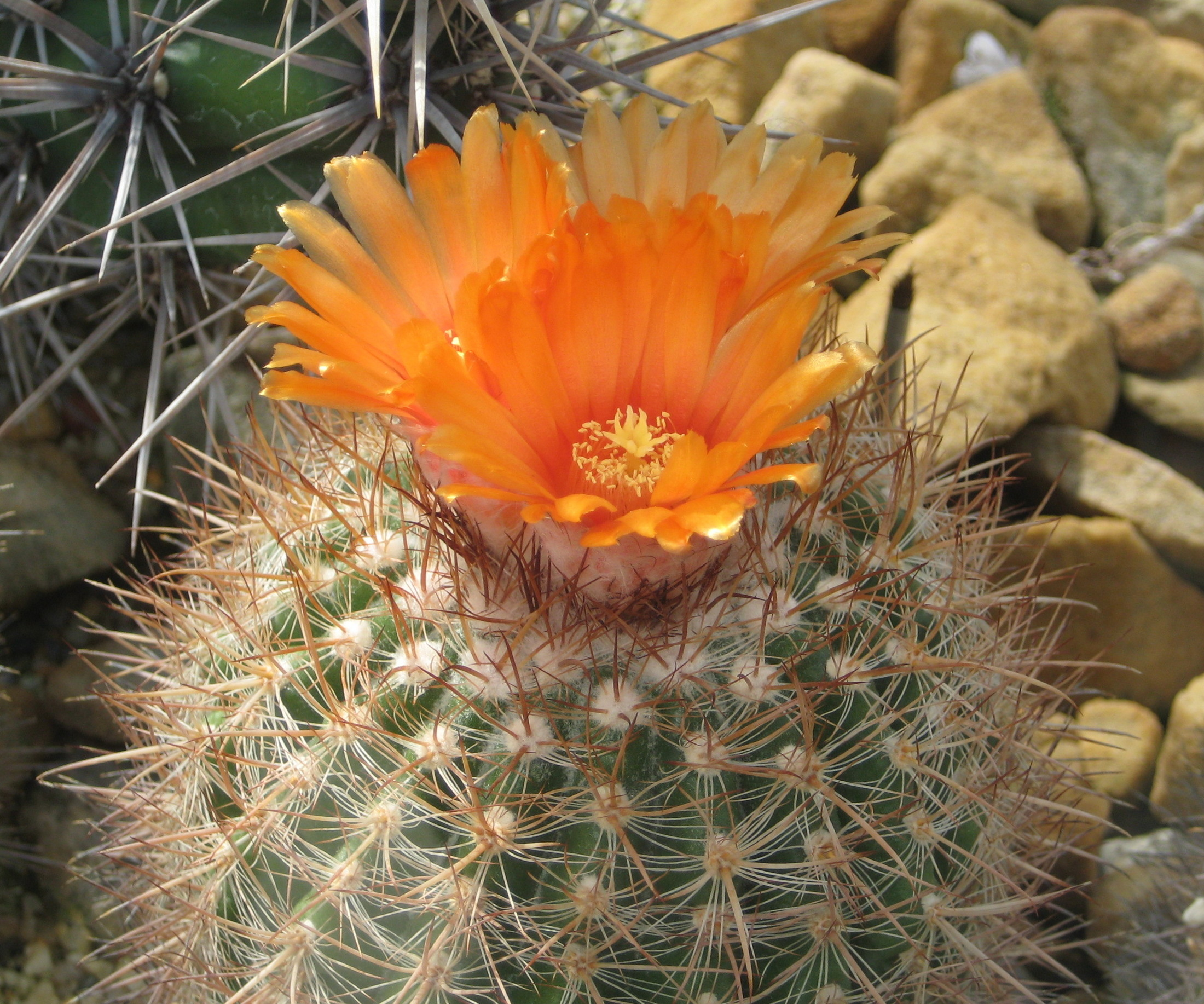